# Tanzanialijstertimalia
De tanzanialijstertimalia (Illadopsis distans) is een zangvogel uit de familie Pellorneidae.

## Verspreiding en leefgebied
Deze soort komt voor in zuidelijk Kenia en oostelijk Tanzania.